# 全日本実業柔道個人選手権大会
全日本実業柔道個人選手権大会（ぜんにほんじつぎょうじゅうどうこじんせんしゅけんたいかい）は、実業団柔道の個人戦。毎年8月に開催されている。主催は全日本実業柔道連盟。

## 概説
1971年に第1回大会が開催される。当初は体重別ではなく年齢別による区分で大会が実施されていたが、1986年より体重別が導入される。1992年からは現在のように7階級及び22歳未満の部で実施されるようになる。女子の部は1989年に無差別のみが設けられることとなり、翌年からは体重別が導入される。なお、現在は女子も7階級で実施されているが22歳未満の部はない。2020年6月に開催予定だった今大会は、新型コロナウイルスにより中止となった、2024年8月に開催予定だった今大会も台風サンサンの影響で中止となった。しかしながらその後、10月に講道館において無観客で開催されることが決まった。

## 動画を巡る騒動
2023年10月、全日本実業柔道連盟がYouTubeに公開していた2019年の今大会に関する動画が物議を醸すことになり、動画は削除される事態となった。問題となったのは、2019年9月に兵庫県尼崎市で開催された60㎏級決勝における青木大と米村克麻の対戦シーンで、男性と女性の卑猥な声が挿入されていた。これに気付いた視聴者が全日本実業柔道連盟に問い合わせた結果、動画は削除された。ネット上では、「信じられなくて発見した人5回くらい確認してそう」「どうしてこうなった」「ナニをどうしたらこうなるん」「編集者も関係者も確認とかしないんだ」「どんな環境で作業してるのか」「恥ずかしい」といった声が寄せられた。なお、全日本実業柔道連盟は公式サイトでこの件に関して次のような声明を出した。「当連盟のYoutubeサイトの動画について、試合とは関係のない音声が入り込んでいるとの通報があり、映像を確認し該当する動画は削除致しました。以降このような配信にならないよう対応してまいります」。